# Siegmund Jakob Baumgarten

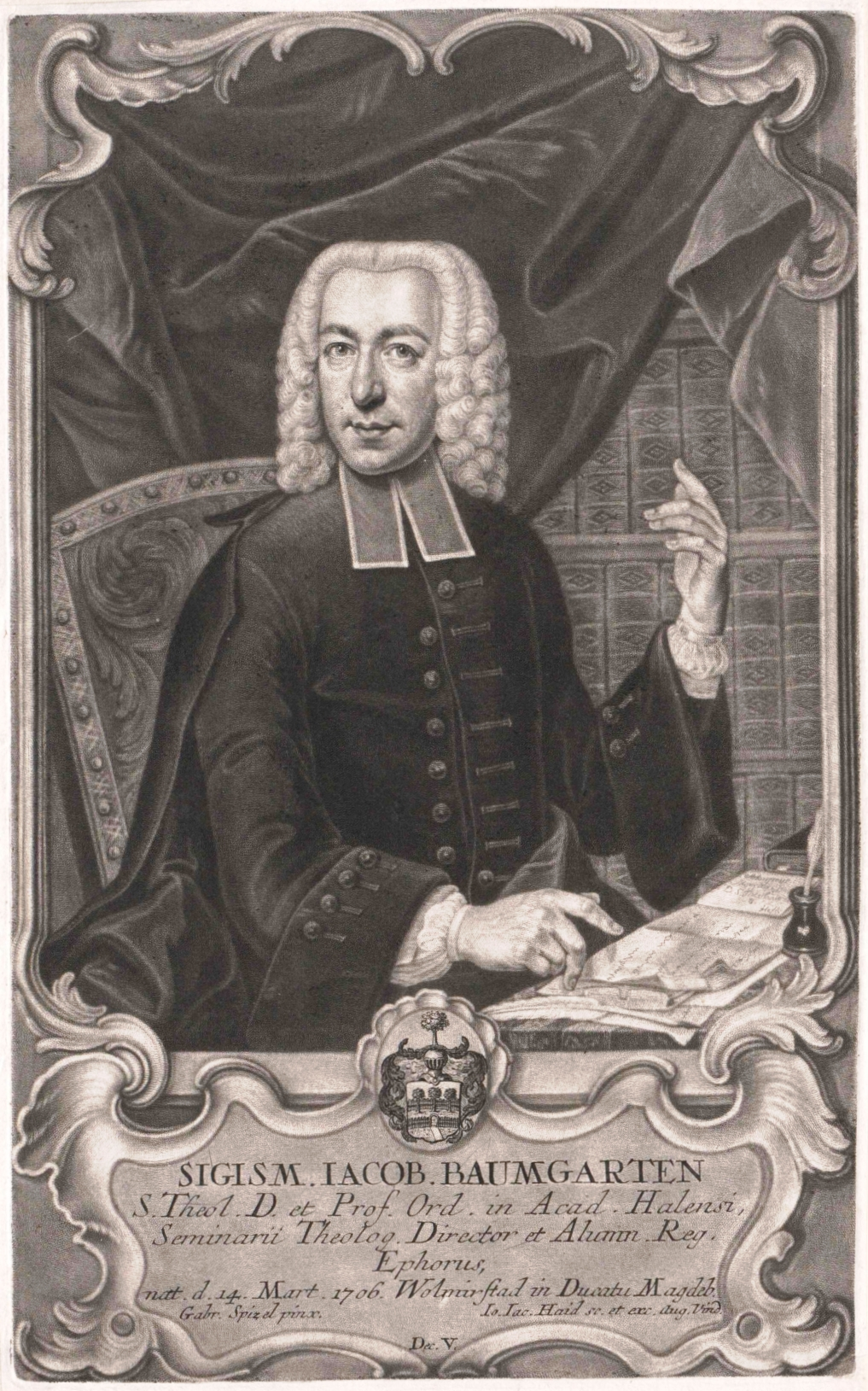
Siegmund Jakob Baumgarten

Siegmund Jakob Baumgarten (* 14. März 1706 in Wolmirstedt; † 4. Juli 1757 in Halle (Saale)) war ein deutscher evangelischer Theologe.

## Leben
Der älteste Sohn des Pfarrers Jakob Baumgarten und seiner Frau Rosina Elisabeth (geb. Wiedemann) war seit frühster Jugend gesundheitlich labil. Die ersten Kindesjahre verbrachte er in Berlin bei seinen Großeltern und in Wolmirstedt. Seit dem sechsten Lebensjahr erhielt er Privatunterricht, erarbeitete sich das Grundgerüst der philosophischen Wissenschaften und wurde von seinem Vater an die Theologie herangeführt. Nach dessen Tod 1722 besuchte er das Pädagogium des Halleschen Waisenhauses und verbrachte auch sein weiteres Leben in Halle an der Saale.
Trotz gesundheitlicher Einschränkungen nahm Baumgarten 1724 ein Studium an der Universität Halle auf und fand Aufnahme im Haus Gotthilf August Franckes, des Sohnes August Hermann Franckes. Anfänglich konzentrierte er sich vor allem auf das Studium der morgenländischen Sprachen. Dazu nahm er Unterricht bei Heinrich Christian Immanuel Frommann im Rabbinischen und besuchte Vorlesungen von Christian Benedikt Michaelis im Chaldäischen, Syrischen, Arabischen und Äthiopischen. 1725 wurde er Lehrer am Waisenhaus und im folgenden Jahr Inspektor der dazugehörigen Lateinschule. Nachdem er schon am Waisenhaus Gelegenheit gehabt hatte sich im Predigen zu üben, übernahm er 1728 eine Predigerstelle an der Marktkirche Unser Lieben Frauen. An der Universität erwarb Baumgarten vermutlich im Jahr 1731 den Magistergrad und nahm anschließend Vorlesungen in der philosophischen Fakultät auf. Zu seinen Schülern zählten auch seine jüngeren Brüder Alexander Gottlieb und Nathanael. Zusammen mit August Gottlieb Spangenberg wurde Baumgarten 1732 zum Adjunkten der theologischen Fakultät bestellt und 1734 zum ordentlichen Professor der Theologie ernannt. Als solcher beteiligte er sich auch an organisatorischen Aufgaben der Universität und hatte 1748/49 das Prorektorat inne. Seit 1748 war er auswärtiges Mitglied der Preußischen Akademie der Wissenschaften.
Baumgarten heiratete am 13. Mai 1734 Henriette Elenore von Bomsdorf (* 16. April 1712), Tochter des königlich polnischen und kurfürstlich sächsischen Obristen Philipp Wilhelm von Bomsdorf. Mindestens fünf Kinder gingen aus der Ehe hervor: Christiane Henriette (* 31. Mai 1736), Marie Elenora (* 7. Juni 1738), Siegmund Heinrich (* 2. Februar 1740), Charlotte Wilhelmine (* 25. Januar 1743) und Heinrich Jakob (* 24. Juli 1745).

## Wirken
Baumgarten gilt als Übergangstheologe zwischen Alt- und Neuprotestantismus, der die unterschiedlichen und zum Teil widersprüchlichen Züge in der Theologie des 18. Jahrhunderts vereinte. Persönlich blieb er immer einem orthodoxen Luthertum und der Spiritualität des Halleschen Pietismus verbunden. Viele Zeitgenossen sahen in ihm allerdings einen Anhänger der Philosophie Christian Wolffs, weshalb insbesondere Joachim Lange, der geschworene Feind Wolffs, innerhalb der theologischen Fakultät gegen Baumgarten intrigierte. Baumgarten wandte die demonstrative Methode Wolffs mit Vorsicht auf die Ethik (Unterricht vom rechtmäßigen Verhalten eines Christen oder Theologische Moral, Halle 1738 u. ö.) und die Dogmatik (Evangelische Glaubenslehre, Halle 1759–1760, 3 Bde.) an. Am Ende seiner Wirksamkeit trat die Beschäftigung mit der Geschichte in den Vordergrund. Ohne es zu beabsichtigen, leistete er damit Vorarbeiten für die Entwicklung der historisch-kritischen Methode in der Exegese durch seinen Schüler Johann Salomo Semler.
Um die deutsche Literatur hat sich Baumgarten durch seine Übersetzung der von englischen Gelehrten erarbeiteten Allgemeinen Weltgeschichte (Halle 1744–59, 18 Bde.; fortgesetzt von Semler) verdient gemacht.

## Werke
- Dissertatio theologica de dictis Scripturae Sacrae probantibus. Hendel, Halle 1735. (Digitalisat)
- Admiranda singularis providentiae divinae vestigia in vindicanda per pacem Passaviensem A. 1552. et Augustanam A. 1555. sacrorum evangelicorum libertate. Halle 1755 (Digitalisat)
- Dissertatio theologico-moralis de gradibus peccatorum. Salfeld, Halle 1736. (Digitalisat)
- Disputatio prima de Scriptura Sacra. Bauer, Halle 1739.
- Examen miraculi legionis fulminatricis contra Thomam Woolstonum. Bauer, Halle 1740. (Digitalisat)
- Programmata cum appendice epistolarum. Bauer, Halle 1740. (Digitalisat)
- Dissertatio theologica exhibens demonstrationem extra ecclesiam non dari salutem. Hilliger, Halle 1742. (Digitalisat)
- Historia trisagii. Hilliger, Halle 1744. (Digitalisat)
- Examen variarum opinionum de regno posterorum Abrahami in Aegypto. Hilliger, Halle 1744. (Digitalisat)
- Auszug der Kirchengeschichte, von der Geburt Jesu an. 3 Bände. Bauer,  Halle 1743–62. (Digitalisat Band 1), (Band 2), (Band 3)
- Theses theologicae elementa doctrinae sanctioris ad ductum breviarii dogmatici Io. Anastas. Freylinghausen complexae. Waisenhaus, Halle 1746. (Digitalisat der 2. Ausg. 1750)
- Nachrichten von einer hallischen Bibliothek. 8 Bände. Gebauer, Halle 1748–1751. (Digitalisat Band 1), (Band 2), (Band 3), (Band 4), (Band 5), (Band 6), (Band 7), (Band 8)
- Nachrichten von merkwürdigen Büchern. 12 Bände. Gebauer, Halle 1752–58. (Digitalisat Band 1), (Band 2), (Band 3), (Band 4), (Band 5), (Band 6), (Band 7), (Band 8), (Band 9), (Band 10), (Band 11.), (Band 12)
- Abris einer Geschichte der Religionsparteien, oder gottesdienstlichen Geselschaften, und derselben Streitigkeiten so wol als Spaltungen, ausser und in der Christenheit. Gebauer, Halle 1755. (Digitalisat)